# 王云亭
王雲亭（1965年11月—），男，漢族，河南項城人，研究生學歷，同濟醫科大學骨外科專業博士。1987年8月參加工作，1991年5月加入中國共產黨。

## 生平
1987年8月，擔任河南省項城縣第一人民醫院住院醫師，後獲得同濟醫科大學骨外科專業碩士及博士學位。1996年8月，轉往中日友好醫院任骨科主治醫師，後曾升任醫院副院長。2016年4月，出任西藏自治區衛生和計劃生育委員會黨組副書記、主任。2018年11月，改任西藏自治區衛生健康委員會黨組書記、副主任。
2020年7月29日，西藏自治區紀委監委宣布王雲亭涉嫌嚴重違紀違法，正在接受紀律審查和監察調查。